# ایسیدرو دیاز (بازیکن فوتبال، زاده ۱۹۷۲)
ایسیدرو دیاز (انگلیسی: Isidro Díaz؛ زادهٔ ۱۵ مهٔ ۱۹۷۲) بازیکن فوتبال اهل اسپانیا است.
از باشگاه‌هایی که در آن بازی کرده‌است می‌توان به باشگاه فوتبال ولورهمپتون واندررز، باشگاه فوتبال روچدیل، باشگاه فوتبال ویگان اتلتیک، و گروه ورزشی شاوش اشاره کرد.